# Полубинский, Константин Александрович
Князь Константин Полубинский (ум. 1640) — государственный и военный деятель Речи Посполитой. Писарь земский слонимский (1616—1621) и маршалок слонимский (1621—1625), каштелян мстиславский (1625—1633) и воевода перновский (1633—1640).

## Биография
Происходил из литовского княжеского рода Полубинских герба «Ястржембец». Младший (второй) сын подкомория лидского и державца вилькийского, князя Александра Александровича Полубинского (умер в 1616) и Анны Алемани. Владел Деречином, Глуском, Глубоким и другими имениями.
Учился в иезуитском коллегиуме в Бранево (Браунсберге) и Виленской академии. Участник войн со Швецией (1600—1629) и Русским государством (1609—1618). В мае 1616 года был назначен писарем земским в Слониме, а в мае 1621 года стал маршалком слонимским. В мае 1625 года Полубинский был назначен каштеляном мстиславским. В 1627 году был избран маршалком трибунала Великого княжества Литовского.
Перешел из православия в римско-католическую веру. В 1618 году построил доминиканский монастырь в своем имении Деречин.
В 1627 и 1629 годах Полубинский дважды избирался послом на сейм. В 1632 году участвовал в «элекционном сейме» и подписал акт о избрании королём Речи Посполитой Владислава IV (1632—1648). 2 февраля 1633 года, после коронации нового польского короля, князь был назначен воеводой перновским. В 1635 году приобрел у дворян Стецких и присоединил к своим владениям имение Рудобелку в мозырьском повете.

## Семья
Константин Полубинский был женат на Софье Андреевне Сапеге (ок. 1595—1657), дочери воеводы мстиславского Андрея Ивановича Сапеги и Богданы Шимкович, от брака с которой имел шесть сыновей и шесть дочерей. Дети:
- Александр-Гилярий Полубинский (1627—1679), великий маршалок литовский
- Габриель Полубинский
- Казимир Полубинский
- Владислав Полубинский
- Самуил Полубинский
- Иероним Полубинский
- Констанция Полубинская, монахиня
- Екатерина (Катажина) Полубинская, жена каштеляна трокского, князя Александра Огинского
- Кристина Полубинская, жена подкомория вилькомирского Яна Каменского
- Евфросинья (Эфрозына) Полубинская, 1-й муж — подкоморий речицкий Болеслав-Александр Халецкий, 2-й муж хорунжий смоленский, князь Владислав Гедройц
- Гальша-Теодора Полубинская
- Петронелла Полубинская, монахиня.